# Casa Cervelló
La Casa Cervelló és una obra gòtica de Gandesa (Terra Alta) inclosa a l'Inventari del Patrimoni Arquitectònic de Catalunya.

## Descripció
Pertany al conjunt de construccions més antigues de Gandesa, del seu casc primitiu medieval. Fet de pedra molt treballada als seus basaments i més tosca a la part superior més reformada. Tres portes, la principal central i allindada, millor una lateral amb relleus i escut d'armes, dels Cervelló. La seva primer planta està ocupada per balcons on hi hagué finestres i sobre aquests hi ha petites obertures de les golfes.

## Història
Va pertànyer a Guillem de Cervelló, un dels cavallers que acompanyà a Ramon Berenguer IV al llarg de la reconquesta d'aquestes terres. És de les primeres construccions que es varen fer a Gandesa, ja que estava molt propera al castell, d'on van néixer els primers carrers, Castell, Sant Antoni i Pes Vell.